# Metro de Kioto
El Metro de Kioto (京都市営地下鉄 Kyōto shi-ei chikatetsu?, oficialmente denominado Metro Municipal de Kioto) es el ferrocarril metropolitano de la ciudad japonesa de Kioto, y consta de dos líneas, la Tozai (東西線, Tōzai-sen), y la Karasuma (烏丸線, Karasuma-sen), ambas operadas por la Oficina Municipal de Transportes de Kioto (京都市交通局 Kyōto-shi kōtsū-kyoku).

## Líneas de la Red
| Color     | Color | Nombre         | Letra | Apertura | Última expansion | Longitud | Estaciones |
| --------- | ----- | -------------- | ----- | -------- | ---------------- | -------- | ---------- |
| Verde     |       | Línea Karasuma | K     | 1981     | 1998             | 13,7     | 15         |
| Vermellón |       | Línea Tōzai    | T     | 1997     | 2008             | 17,5     | 17         |
| TOTAL     | TOTAL | TOTAL          | TOTAL | TOTAL    | TOTAL            | 31,2     | 31         |

### Línea Karasuma: Kokusai-Kaikan - Takeda
La línea Karasuma circula por 13,7 km en dirección norte-sur y cuenta con quince estaciones, numeradas de K01 a K15. Este línea tiene servicios recíprocos con las líneas Kioto y Nara de Kintetsu a la estación Kintetsu Nara (近鉄奈良); estos servicios circulan en la línea Karasuma al norte de la estación Takeda.
- K01 - Kokusai-Kaikan (国際会館)
- K02 - Matsugasaki (松ヶ崎)
- K03 - Kitayama (北山)
- K04 - Kitaōji (北大路)
- K05 - Kuramaguchi (鞍馬口)
- K06 - Imadegawa (今出川)
- K07 - Marutamachi (丸太町)
- K08 - Karasuma Oike (烏丸御池)
- K09 - Shijō (四条)
- K10 - Gojō (五条)
- K11 - Kyōto (京都)
- K12 - Kujō (九条)
- K13 - Jūjō (十条)
- K14 - Kuinabashi (くいな橋)
- K15 - Takeda (竹田)

### Línea Tōzai: Rokujizō - Uzumasa Tenjingawa

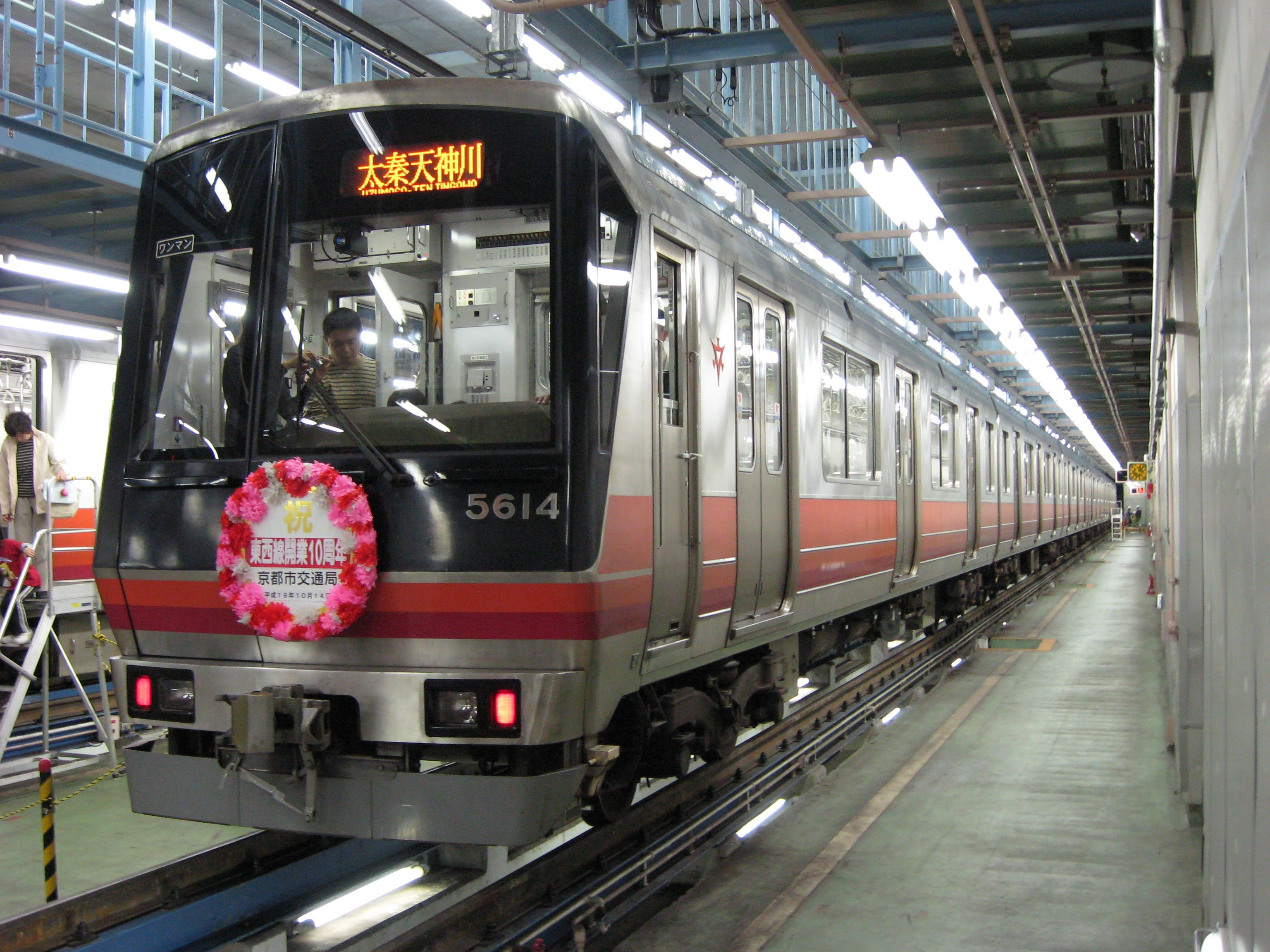
Un tren en la Línea Tōzai.

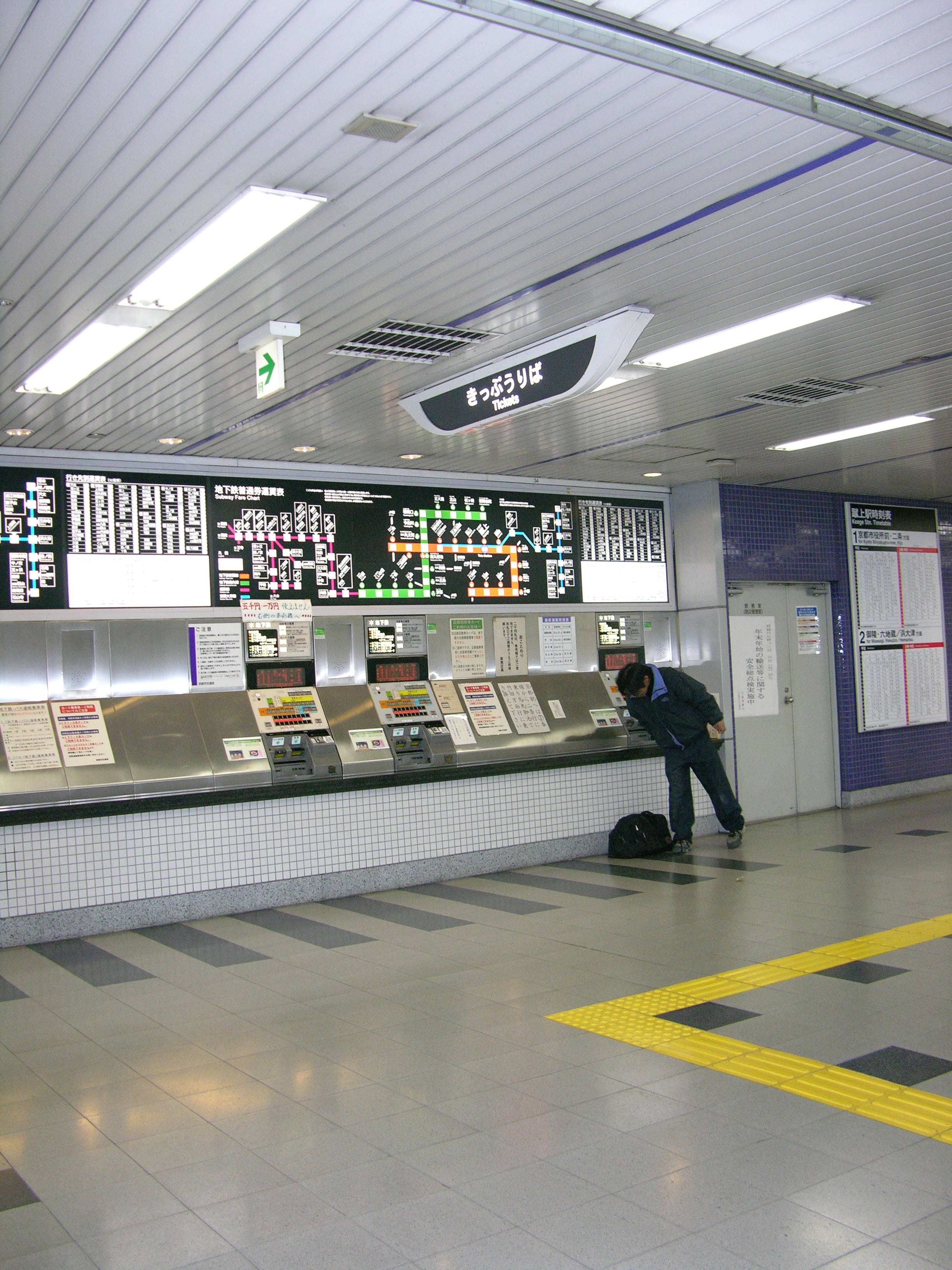
Máquinas expendedoras de billetes en la estación Keage.

La línea Tozai circula por 17.5 km de trazado en dirección este-oeste, pasando por el centro de la ciudad, y uniéndose en la estación Karasuma-Oike con la Karasuma, que circula en dirección norte-sur. Además, está compuesta por 17 estaciones, numeradas de T01 a T17. Este línea tiene un servicio recíproco con la línea Keishin de los ferrocarriles de Keihan a la estación Hamaōtsu (浜大津); este servicio circula en la línea Tozai entre las estaciones Uzumasa Tenjingawa y Misasagi.
- T01 - Rokujizō (六地蔵)
- T02 - Ishida (石田)
- T03 - Daigo (醍醐)
- T04 - Ono (小野)
- T05 - Nagitsuji (椥辻)
- T06 - Higashino (東野)
- T07 - Yamashina (山科)
- T08 - Misasagi (御陵)
- T09 - Keage (蹴上)
- T10 - Higashiyama (東山)
- T11 - Sanjō-Keihan (三条京阪)
- T12 - Kyōto Shiyakusho-Mae (京都市役所前)
- T13 - Karasuma-Oike (烏丸御池)
- T14 - Nijō-jō-mae (二条城前)
- T15 - Nijō (二条)
- T16 - Nishiōji Oike (西大路御池)
- T17 - Uzumasa Tenjingawa (太秦天神川)

## Cronología
Línea Karasuma:
- 29 de mayo de 1981: de Kitaōji a Kyōto
- 11 de junio de 1988: de Kyōto a Takeda
- 24 de octubre de 1990: de Kitayama a Kitaōji
- 3 de junio de 1997: de Kokusai-Kaikan a Kitayama

Línea Tozai:
- 12 de octubre de 1997: de Daigo a Nijō
- 26 de noviembre de 2004: de Rokujizō a Daigo
- 16 de enero de 2008: de Nishiōji Oike a Uzumasa Tenjingawa